# Tom Parker (manažer)
Thomas Andrew Parker, známý jako plukovník Tom Parker, původním jménem Andreas Cornelis van Kuijk (26. června 1909 Breda – 21. ledna 1997 Las Vegas) byl americký hudební manažer nizozemského původu (jeho skutečná identita vyšla najevo až v roce 1982).
Narodil se jako sedmé z jedenácti dětí, školu nedokončil a od dětství se živil jako pouťový vyvolávač, v patnácti letech začal pracovat v rotterdamském přístavu, v osmnácti byl obviněn z vraždy a uprchl před policejním stíháním do USA. Aby zametl stopy, poameričtil si jméno a narukoval do armády, avšak kvůli dezercím byl hospitalizován na psychiatrii a poté předčasně propuštěn, pak se živil kočováním s cirkusem (jeho nejúspěšnějším trikem údajně byly slepice tančící na rozpáleném plechu). Od roku 1938 úspěšně působil v zábavním průmyslu, byl manažerem Gene Austina, mezi jeho svěřenci byli také Eddy Arnold, Tommy Sands a Hank Snow. V roce 1948 mu guvernér státu Louisiana Jimmie Davis udělil za zásluhy v oblasti kultury čestný titul colonel (plukovník). V roce 1955 se stal manažerem začínajícího Elvise Presleyho, zajistil mu smlouvu s významnou společností RCA Records a pobíral 25 procent z jeho honorářů.
Parkerova spolupráce s Elvisem přinesla novátorský přístup k budování hvězdného kultu v moderním šoubyznysu: prodej nejrůznějších reklamních předmětů, časté účinkování ve filmech a televizi, vymýšlení senzačních historek pro novináře. Parker nikdy nenechal Presleyho vystupovat mimo USA a zvyšoval tím poptávku po koncertech, i když hlavním důvodem bylo to, že jako ilegální přistěhovalec neměl cestovní pas. Manažerskou obratnost dokázal také tím, že i v letech 1958 až 1960, kdy Presley nemohl zpívat kvůli výkonu základní vojenské služby, jeho popularita díky Parkerově mediální všudypřítomnosti dále rostla. V roce 1967 zorganizoval zpěvákovu okázalou svatbu s Priscillou Presleyovou. Po Presleyho smrti propadl hazardním hrám, které ho připravily o většinu majetku.